# Köttigite
La köttigite ou koettigite est un arséniate de zinc hydraté rare qui a été découvert en 1849 et nommé par James Dwight Dana en 1850 en l'honneur du chimiste allemand Otto Friedrich Köttig (1824–1892), qui en a effectué la première analyse chimique. De formule Zn3(AsO4)2·8H2O, ce minéral est un dimorphe de la métaköttigite, c'est-à-dire que les deux minéraux ont la même formule, mais une structure cristalline différente : la köttigite est monoclinique et la métaköttigite est triclinique. Il existe plusieurs minéraux ayant des formules similaires mais avec d’autres cations à la place du zinc. Le fer caractérise la parasymplésite ; le cobalt caractérise l'érythrite minérale violet rosé de couleur distincte et le cation de nickel forme l'annabergite. La köttigite forme des séries avec ces trois minéraux,,, tous membres du groupe de la vivianite.
Les membres du groupe de la vivianite sont des phosphates et arséniates monocliniques avec des cations divalents. Les membres en sont l'annabergite, l'arupite, la babanékite, la baricite, l'érythrite, l'hörnesite, la köttingite, la manganhornésite, la pakhomovskyite, la parasymplésite et la vivianite. 

## Structure
La köttigite cristallise dans le système monoclinique, et possède donc deux axes cristallins, a et c, inclinés l'un par rapport à l'autre selon un angle β, et un troisième axe, l'axe b, perpendiculaire à a et c. Il appartient au groupe ponctuel de symétrie 2/m, donc a un double axe de symétrie de rotation parallèle à b et un plan miroir perpendiculaire à celui-ci. La maille unitaire est centrée sur la face C, car le groupe d'espace est C2/m,.  
Le zinc est le seul métal de transition de la formule de la köttigite qui contient toutefois généralement des quantités importantes de cobalt et de nickel et ces trois éléments sont répartis de manière aléatoire sur les sites de cations pour former des plaques complexes perpendiculaires à l'axe b. Les feuillets sont maintenus ensemble par une unique liaison hydrogène, faible de surcroît, ce qui rend le clivage parfait dans cette direction. 
Deux unités de formule sont incluses dans la maille élémentaire (Z = 2) dont les paramètres sont a = 10,24 Å, b = 13,405 Å, c = 4,757 Å et β = 105,21°. 

## Apparence
Le corps pur köttigite est incolore, mais les échantillons sont fréquemment colorés en rose, rouge, rouge-orange ou brun par des impuretés remplaçant le zinc. Il est rose clair en lumière transmise, translucide avec un trait blanc rougeâtre à blanc et un éclat résineux ou cireux, soyeux sur les cassures. Les cristaux sont de petits prismes parallèles à l'axe c et aplatis perpendiculairement à l'axe b. La köttigite peut être trouvée sous trois habitus : incrustations - agrégats en forme de croûte sur la matrice ; massive - fibreuse - formes distinctement fibreuses à grains fins, et prismatique – cristaux en forme de prismes minces,.

## Propriétés optiques
Le minéral est biaxe positif avec des indices de réfraction nα = 1,622, nβ = 1,638 et nγ = 1,671.  La biréfringence maximale δ est la différence entre le plus grand et le plus petit indice de réfraction et est égale à 0,049.
Les cristaux biaxes ont deux axes optiques et l'angle entre les deux est appelé angle optique, 2V.  Ce qui pour le 2V de la köttigite donne la valeur mesurée de 74° et la valeur calculée de 72°.
Les cristaux biaxes présentent trois directions optiques principales mutuellement perpendiculaires, désignées par X, Y et Z. La lumière se propage à des vitesses différentes dans ces directions à travers le cristal, X correspondant à la direction de propagation à la vitesse la plus élevée, Z à la vitesse la plus basse, et Y se situant entre les deux. L'orientation est spécifiée en exprimant la relation entre X, Y et Z avec les axes cristallographiques a, b et c. Dans les cristaux monocliniques, l'une des principales directions optiques, X, Y ou Z, coïncide avec l'axe b. Étant donné que ces trois directions sont mutuellement perpendiculaires, il est suffisant de définir seulement deux d'entre elles, pour déduire le troisième. Dans le cas de la köttigite, on a X=b et Z^c=37°. 
Il y a un pléochroïsme visible dans le cristal, celui-ci apparait incolore lorsqu'il est observé selon X ou Y, et rouge pâle lorsqu'il est observé selon Z. Aucun pléochroïsme ne devrait logiquement être discernable car le minéral est incolore. La köttigite n'est pas fluorescente.

## Propriétés physiques
La köttigite a une faible dureté, mesurée entre 2,5 et 3 sur l'échelle de Mohs, ce qui la rend encore plus tendre que la calcite, évaluée à 3 en termes de dureté. Sa densité spécifique est également relativement légère, atteignant 3,33. En raison de sa structure en forme de feuille, elle manifeste un clivage parfait orienté perpendiculairement à l'axe b. La köttigite est flexible et présente une cassure fibreuse, conférant un lustre soyeux aux surfaces de clivage. Elle est soluble dans les acides.  

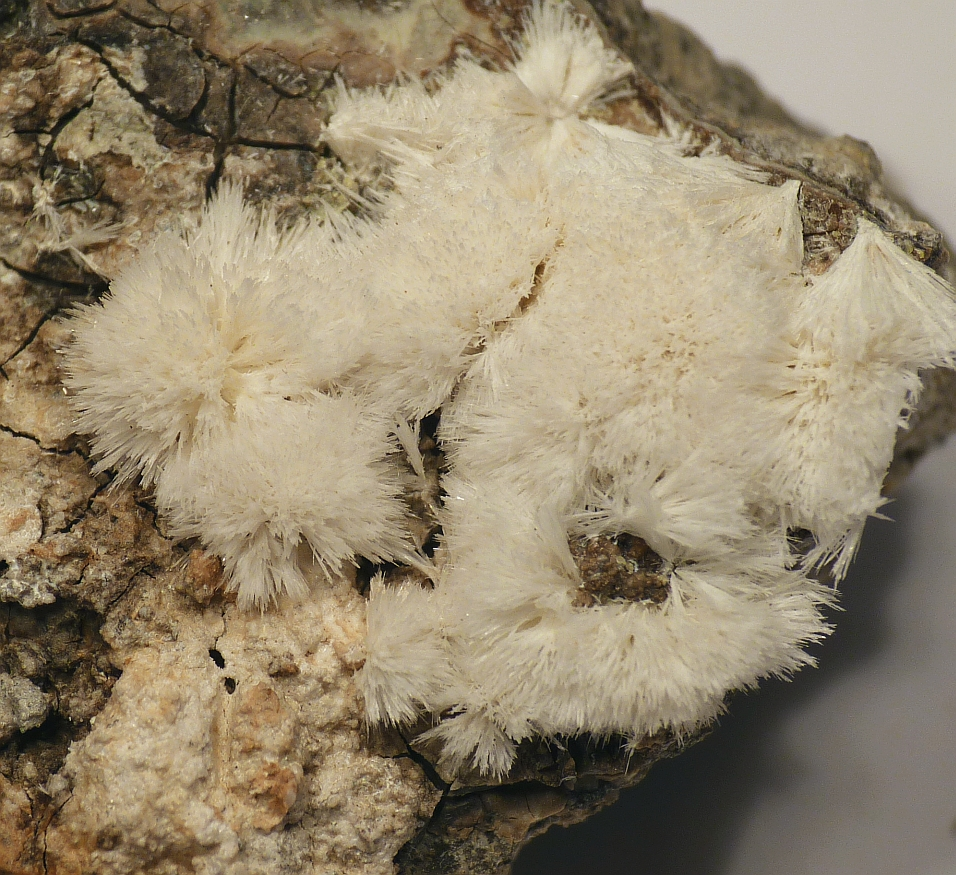
Échantillon de la mine de Silbereckle, à Reichenbach, près de Lahr, en Bade-Wurtemberg, en Allemagne. Largeur de champ : 8 mm.

## Occurrence et associations
Elle se forme par l'altération de la smaltite (Co,Fe,Ni)As2 et de la sphalérite ZnS dans les zones oxydées des minerais arsenicaux contenant du zinc. La localité type est la mine Daniel (anciennement mine Saint Daniel) dans le district de Schneeberg, dans le massif Erzgebirge, en Saxe, en Allemagne, où elle se trouve dans des veines oxydées d'un gisement hydrothermal de sulfures, associée à la rosélite Ca2(Co2+,Mg)(AsO4)2·8H2O.
La base de données Mindat.org recense près de 70 gisements dans le monde dont 52 en Europe. En voici quelques-uns :
À la mine Ojuela, sur la commune de Mapimí, au Mexique, la köttigite se présente en éventails de cristaux lamellaires pouvant atteindre 6 mm, ce qui est important pour l'espèce, en association avec la symplésite Fe2+3(AsO4)2·8H2O, la parasymplésite Fe2+3(AsO4)2·8H2O, l'adamite Zn2(AsO4)(OH), la legrandite Zn2(AsO4)(OH)·H2O, la métaköttigite Zn3(AsO4)2·8H2O et le gypse Ca(SO4)·2H2O.
À la mine Hilton, comté de Cumbria en Angleterre, de la köttigite a été trouvée dans un spécimen de galène PbS et de gersdorffite NiAsS (mais pas de sphalérite), sur une surface recouverte d'annabergite Ni3(AsO4)2·8H2O et d'une croûte terreuse. Les cristaux individuels sont incolores, transparents et très petits, le plus grand mesurant environ 1 mm.
À Bou Azzer, près de Taznakht, au Maroc, de la köttigite a été identifiée dans un échantillon de quartz de veine SiO2 riche en chalcopyrite CuFeS2 et sphalérite ZnS. L'échantillon présente des minéraux secondaires d'un bleu turquoise, notamment de la devilline CaCu4(SO4)2(OH)6·3H2O, ainsi que des cristaux de köttigite en forme de lames, de couleur bleu-gris à gris rosâtre, avec une morphologie similaire à celle de l'érythrite Co3(AsO4)2·8H2O, mesurant moins de 2 mm. Les cristaux sont relativement riches en fer et en cobalt, avec des traces de cuivre et de nickel.
Il existe 2 gisements en France :
- la mine des Quatre Heures à Orpierre, près de Gap, dans les Hautes-Alpes, Provence-Alpes-Côte d'Azur[12].
- la mine du Cap Garonne, une ancienne mine cuivre au Pradet, dans le Var[13].